# Taça da Liga de Futsal
A Taça da Liga de Futsal é uma competição organizada pela Federação Portuguesa de Futebol, tendo sido criada na temporada 2015–16. É segunda taça mais importante do futsal português e é disputada anualmente. Em cada edição, participam os oito clubes mais bem classificados da primeira volta da fase regular do campeonato da época em vigor.
A primeira edição teve como vencedor o Sporting Clube de Portugal, que derrotou a Associação Desportiva do Fundão por 2–0.
O clube com mais títulos consecutivos na prova é o SL Benfica (3).
O atual detentor do troféu é o Sporting.

## Formato
A Taça da Liga de Futsal é disputada pelas oito equipas mais bem classificadas da primeira volta da fase regular do campeonato da época em vigor num sistema de eliminatórias a uma mão.
Um sorteio é realizado para determinar as equipas que se defrontarão nos quartos-de-final da competição.

## Dados Históricos

### Vencedores
| Vencedor da Taça da Liga de Futsal | Vencedor da Taça da Liga de Futsal | Vencedor da Taça da Liga de Futsal | Vencedor da Taça da Liga de Futsal | Vencedor da Taça da Liga de Futsal |
| Época                              | Vencedor                           | Capitão                            | #                                  | Treinador                          |
| ---------------------------------- | ---------------------------------- | ---------------------------------- | ---------------------------------- | ---------------------------------- |
| 2015–16                            | Sporting Clube de Portugal         | João Matos                         | 9                                  | Nuno Dias                          |
| 2016–17                            | Sporting Clube de Portugal         | João Matos                         | 9                                  | Nuno Dias                          |
| 2017–18                            | Sport Lisboa e Benfica             | Bruno Coelho                       | 7                                  | Joel Rocha                         |
| 2018-19                            | Sport Lisboa e Benfica             | Bruno Coelho                       | 7                                  | Joel Rocha                         |
| 2019-20                            | Sport Lisboa e Benfica (3)         | Bruno Coelho                       | 7                                  | Joel Rocha                         |
| 2020–21                            | Sporting Clube de Portugal (3)     | João Matos                         | 9                                  | Nuno Dias                          |
| 2021–22                            | Sporting Clube de Portugal (4)     | João Matos                         | 9                                  | Nuno Dias                          |
| 2022-23                            | Sport Lisboa e Benfica (4)         | Bruno Coelho                       | 7                                  | Pulpis                             |
| 2023–24                            | Sporting Clube de Portugal (5)     | João Matos                         | 9                                  | Nuno Dias                          |
| 2024–25                            | Sporting Clube de Portugal (6)     | João Matos                         | 9                                  | Nuno Dias                          |

### Finais da Taça da Liga
| Finais da Taça da Liga de Futsal | Finais da Taça da Liga de Futsal | Finais da Taça da Liga de Futsal | Finais da Taça da Liga de Futsal | Finais da Taça da Liga de Futsal |
| Época                            | Vencedor                         | Res.                             | Finalista                        | Local                            |
| -------------------------------- | -------------------------------- | -------------------------------- | -------------------------------- | -------------------------------- |
| 2015–16                          | Sporting CP                      | 2–0                              | AD Fundão                        | Oliveira de Azeméis              |
| 2016–17                          | Sporting CP                      | 4–0                              | AD Fundão                        | Gondomar                         |
| 2017–18                          | SL Benfica                       | 5–2                              | Sporting CP                      | Sines                            |
| 2018-19                          | SL Benfica                       | 3-0                              | SC Braga/AAUM                    | Sines                            |
| 2019-20                          | SL Benfica                       | 5-4                              | Sporting CP                      | Matosinhos                       |
| 2020-21                          | Sporting CP                      | 6-2                              | SL Benfica                       | Sines                            |
| 2021-22                          | Sporting CP                      | 5-2                              | SL Benfica                       | Loulé                            |
| 2022-23                          | SL Benfica                       | 3-0                              | Quinta dos Lombos                | Gondomar                         |
| 2023-24                          | Sporting CP                      | 4-2                              | SL Benfica                       | Póvoa de Varzim                  |
| 2024-25                          | Sporting CP                      | 9-0                              | Quinta dos Lombos                | Vila do Conde                    |

### Títulos por Clube
| Títulos da Taça da Liga de Futsal por Clube | Títulos da Taça da Liga de Futsal por Clube | Títulos da Taça da Liga de Futsal por Clube | Títulos da Taça da Liga de Futsal por Clube | Títulos da Taça da Liga de Futsal por Clube          |
| #                                           | Equipa                                      | Títulos                                     | Finalista                                   | Épocas Campeões                                      |
| ------------------------------------------- | ------------------------------------------- | ------------------------------------------- | ------------------------------------------- | ---------------------------------------------------- |
| 1                                           | Sporting CP                                 | 6                                           | 2                                           | 2015–16, 2016-17, 2020-21, 2021-22, 2023-24, 2024-25 |
| 2                                           | SL Benfica                                  | 4                                           | 3                                           | 2017–18, 2018–19, 2019-20, 2022-23                   |
| 3                                           | AD Fundão                                   | 0                                           | 2                                           |                                                      |
| 4                                           | CRC Quinta dos Lombos                       | 0                                           | 2                                           |                                                      |
| 5                                           | SC Braga/AAUM                               | 0                                           | 1                                           |                                                      |

### Palmarés por Associação de Futebol
Até hoje, apenas uma associação regional de futebol tem clubes filiados como vencedores da Taça da Liga de Futsal.
| Vencedores por Associação de Futebol |            |         |                                 |
| Nº                                   | Associação | Títulos | Clubes                          |
| 1                                    | AF Lisboa  | 10      | Sporting CP (6), SL Benfica (4) |